# Casa McVickar

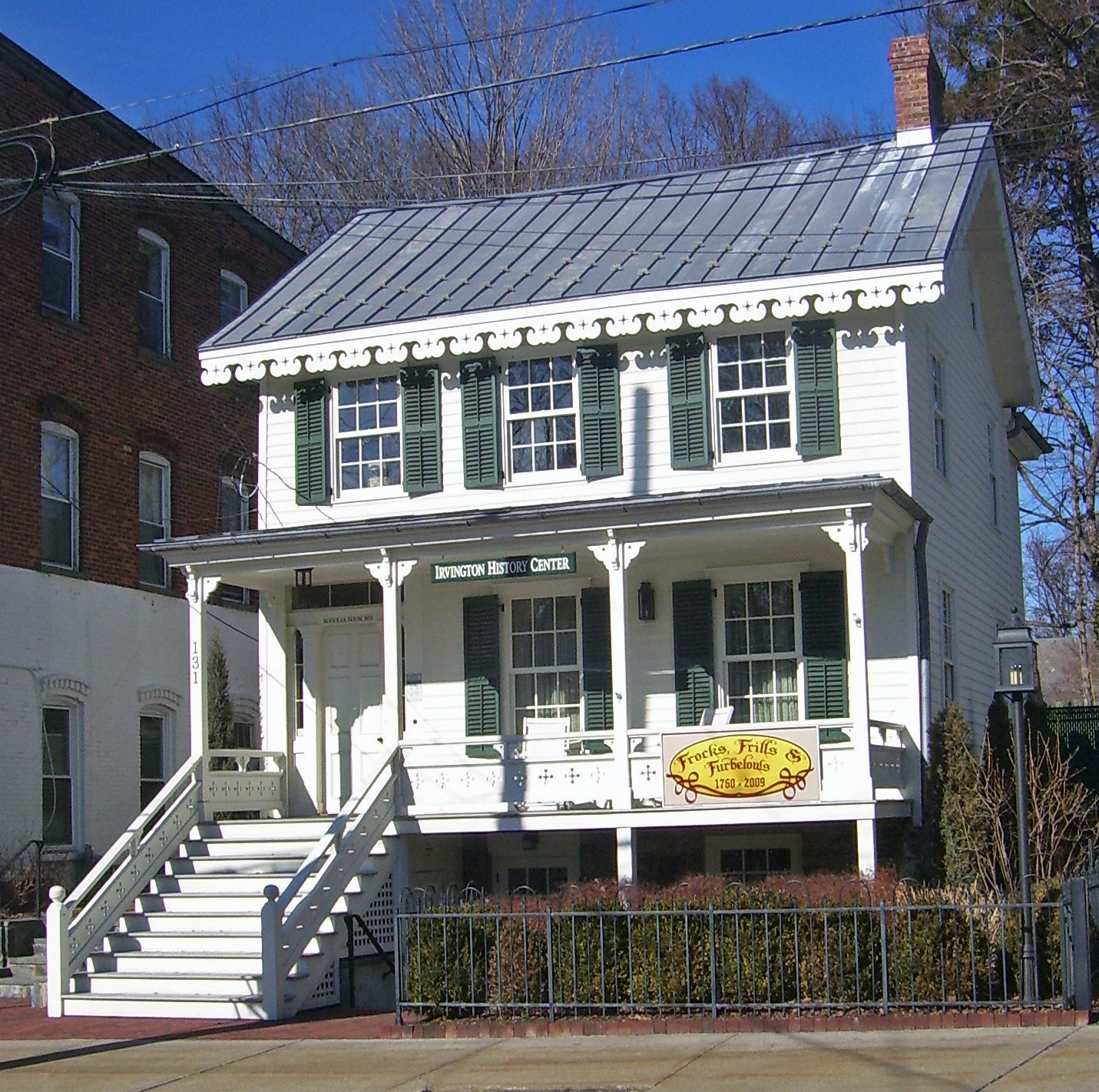
McVickar House

La casa McVickar, al 131 della Main Street di Irvington, stato di New York, USA.
È una casa in legno della metà del diciannovesimo secolo, con uno stile architettonico neogreco, e qualche tocco decorativo aggiunto dopo la costruzione della casa. Il 14 gennaio 2004 è stata inserita nel registro nazionale dei luoghi storici; è la seconda più vecchia casa di questa strada del villaggio.

## Storia
Fu costruita nel 1853 da John McVickar, un membro della Chiesa episcopale degli Stati Uniti d'America, che si trasferì in questa zona per essere vicino al suo amico Washington Irving e qui stabilì una scuola, che divenne la vicina chiesa di San Barnaba. Il figlio di John, che divenne il primo pastore della chiesa, visse in questa casa.
Dal 1870 non fu più in possesso della famiglia McVickar e infine nel 1957 divenne proprietà della Consolidated Edison inc., il fornitore elettrico della zona, che continua a lavorarvi con una piccola installazione nel retro della casa. Il primo affittuario fu il dottor Mario Dolan, che visse con la sua famiglia in questa casa per poco tempo, ma la utilizzò anche come ufficio, lasciando la casa solo nel 1984; la casa passò quindi ad altri affittuari e nel 1992 venne effettivamente abbandonata. Nel 2002 il villaggio di Irvington la comprò e, dopo una grande ristrutturazione, è diventata nel novembre del 2005 sede della Irvington Historical Society, che utilizza la casa sia come ufficio sia come museo.